# Amer Shafi
Amer Shafi (Ammán, 1982. február 14. –) palesztin származású jordán válogatott labdarúgó, az Al-Wehdat kapusa.
Shafi házas, két fia Wisam és Yousef.
2018 novemberében hazai pályán, az India elleni felkészülési mérkőzésen (Jordánia - India 2:1) hatalmas gólt rúgott.